# San Bartolo Aguas Calientes
San Bartolo Aguas Calientes o simplement San Bartolo és un municipi en el departament de Totonicapán de Guatemala. En quitxé es diu Tximequenà, el que vol dir que lloc d'aigua calent.
És a la serra Madre dins d'una muntanya a 2.125 metres sobre el nivell del mar, a 45,5 quilòmetres de la capital departamental i a 216 quilòmetres de Ciutat de Guatemala. Té una superfície de 8 quilòmetres quadrats.
Els habitants d'aquest municipi són descendents del poble quitxè. Després de la colonització espanyola s'hi va imposar el catala, tot i això als llogarets de Parraxchaj, Terra Blanca, Patulup i Xeabaj, una part de la població va conservar la llengua quitxé.

## El jaciment maia
És conegut per el jaciment arqueològic que és un dels més importants de la civilització maia, descobert el 2001 per l'arqueòleg William Saturno, tot i que era altament saquejat.
El jaciment correspon a l'era preclàssica, sobre el 300 aC. Hi ha piràmides d'entre 25 i 30 metres d'alçada, amb signes de grans saqueigs que han tret alguns murals de les parets.
Dins d'una piràmide de 26 metres es van descobrir cambres amb importants mostres d'art maia: uns murals del Déu de la Dacsa i reis de l'imperi Maia. Els murals, sobre un mur de 9 metres per 90 centímetres, són del 100 aC i, per tant, són dels més antics coneguts fins ara. Il·lustren l'origen de la dacsa des del principi dels temps. S'hi pot observar una escena del naixement, mort i resurrecció del fill del Déu de la Dacsa, pintat quatre voltes, amb diferents animals.
Cal destacar que hi ha una estreta relació entre els murals i els mites que relata el llibre sagrat dels quitxés: el Popol Vuh, fet que demostra que aquest llibre és anterior a la Conquesta d'Amèrica, contràriament al que es pensava fins ara. Als murals hi ha il·lustrat un gran nombre de mites ací relatats, com ara bé, el naixement dels herois bessons Hunahpú i Ixbalanqué, o com l'eixida del Déu de la Dacsa junt amb la seua dona de l'inframon.
També s'ha trobat una tomba reial maia, la més antiga de les trobades fins al moment, que data del 150 aC que conté anotacions de calendari maia.